# Hypaepa costata
Hypaepa costata är en insektsart som först beskrevs av Fabricius 1803.  Hypaepa costata ingår i släktet Hypaepa och familjen lyktstritar. Inga underarter finns listade i Catalogue of Life.